# Bounty Bob Strikes Back!
Bounty Bob Strikes Back! est un jeu vidéo de plates-formes développé et édité par Big Five Software, sorti en 1984 sur Atari 8-bit. Il s'agit de la suite de Miner 2049er.

## Accueil
Le jeu est l'une des entrées de l'ouvrage Les 1001 jeux vidéo auxquels il faut avoir joué dans sa vie.